# Marek Citko
Marek Citko (* 27. März 1974 in Białystok) ist ein ehemaliger polnischer Fußballspieler.
Mitte der 1990er Jahre spielte Marek Citko in der polnischen Ekstraklasa und absolvierte unter anderem auch Champions-League-Spiele gegen Borussia Dortmund, Atlético Madrid und Steaua Bukarest. In der Hoffnung auf ein Angebot eines Topklubs schlug er 1996 ein konkretes Angebot der Blackburn Rovers aus und blieb bei Widzew Łódź. Am 17. Mai 1997 verletzte er sich ohne Gegnereinwirkung in einem Liga Spiel gegen Górnik Zabrze schwer und fiel für 16 Monate aus. Danach fand er nie wieder zu seiner alten Form und spielte auch nie wieder für die polnische Nationalmannschaft.
Heute ist Citko als Manager für Spieler aktiv und betreut unter anderem Krzysztof Kamiński, der bei Júbilo Iwata in Japan spielt und Waldemar Sobota vom FC St. Pauli. Bis August 2016 war er zudem im Management von Wisła Krakau tätig, wurde aber nach der Übernahme des Vereins durch einen neuen Investor entlassen.

## Erfolge
- Polnischer Meister: 1996, 1997
- Polnischer Supercupsieger: 1997